# Profil caché
 (novembre 2015).
 (novembre 2017).
Si vous disposez d'ouvrages ou d'articles de référence ou si vous connaissez des sites web de qualité traitant du thème abordé ici, merci de compléter l'article en donnant les références utiles à sa vérifiabilité et en les liant à la section « Notes et références ».
En psychologie sociale, un profil caché est un modèle qui se trouve pendant la prise de décision collective. C'est une situation où une partie de certaines informations est partagée entre les membres du groupe (c'est-à-dire tous les membres possèdent cette information avant les discussions), tandis que d'autres informations sont non-partagées (l'information est connue d'un seul membre ou seulement certains membres avant le débat). En outre, l'information partagée et l'information non-partagée ont différentes implications décisionnelles, et l'information non-partagée implique la bonne orientation et peut mener le groupe à une décision correcte.
Toutefois, aucun membre du groupe peut détecter cette meilleure solution sur la base de son information individuelle avant la discussion, elle ne peut être trouvée que par la mise en commun de l'information non-partagée au cours des discussions de groupe.
Ce sujet est l'un des nombreux sujets étudiés en psychologie sociale.